# Joseph Davidovits
Joseph Davidovits (1935) è un chimico francese.
Negli anni settanta è stato direttore di ricerca e studioso universitario. È l'inventore di un nuovo ramo della chimica dei minerali, definito dei "geopolimeri".
Nel 1979, durante il "secondo congresso internazionale di egittologia", organizzato dal CNRS a Grenoble, ha presentato per la prima volta la sua teoria sulla capacità degli antichi egizi di creare artificialmente alcuni tipi di pietra. 
Egli sostiene che le piramidi d'Egitto siano state ottenute tramite pietra riagglomerata (una specie di calcestruzzo) anziché pietra tagliata e che alcuni dei vasi rinvenuti siano realizzati in pietra artificiale e non scavati in pietra naturale. Secondo Davidovits, nella Stele della carestia sarebbe rappresentata in geroglifici la formula chimica usata per la sintesi della pietra usata nella costruzione delle piramidi.
Nel corso degli anni Davidovits ha esteso la sua teoria sostenendo che anche altre civiltà fossero in possesso di simili capacità tecniche. Ad esempio, egli sostiene che anche i monumenti di Tiwanaku (la cui datazione è ancora incerta) siano costituiti di pietre artificiali in geopolimeri. Sostiene inoltre che anche le tecniche di sintesi dei calcestruzzi romani, resistenti su lunghissime scale di tempo (vedi ad esempio la cupola del Pantheon), siano state ampiamente sottovalutate a causa di errate traduzioni di alcuni termini tecnici usati principalmente nei resoconti di Vitruvio.
La teoria di Davidovits sulla costruzione delle piramidi è stata presa in seria considerazione dal prof. Hobbs del MIT di Boston che ha provato, con l'aiuto di alcuni collaboratori, a ricostruire una piramide secondo i dati in possesso dal chimico francese. 

## Opere disponibili in lingua italiana
- Il calcestruzzo dei faraoni: così hanno costruito le grandi piramidi. Le straordinarie tecnologie segrete dell'antico Egitto, Mondo Ignoto, 2004. ISBN 978-8889084540.